# La Rambla (Barcelona)
Las Ramblas, ou La Rambla (Les Rambles, em catalão) é uma via que liga a Praça da Catalunha ao Porto Velho, na Cidade Velha, em Barcelona, na Catalunha, na Espanha. Em língua castelhana e em língua catalã, rambla (do árabe ramla, que significa "leito de rio seco", "areal"), além de também designar "leito de rio temporário", como no árabe, é, também, um tipo de rua larga e com grande movimentação de pedestres típica da Espanha.
Oficialmente, Las Ramblas são uma série de pequenas ruas que se juntam (daí, o nome no plural). Elas têm, ao todo, 1,2 km de comprimento, e chamam-se sucessivamente Rambla das Calhas (Rambla de Canaletes), Rambla dos Estudos (Rambla dels Estudis), Rambla de São José (Rambla de Sant Josep), Rambla dos Capuchinhos (Rambla dels Caputxins) e Rambla de Santa Mônica (Rambla de Santa Mònica). Embora sejam mais de uma, é comum elas serem chamadas simplesmente de "Rambla".

## História

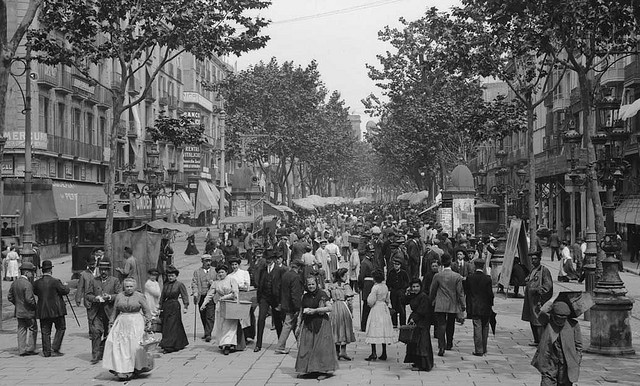
La Rambla em 1905.

Até o século XV, a Rambla era ocupada pelo rio Malla. Nesse século, com a construção da muralha do Raval, o rio foi desviado para o norte. A partir de então, foram construídos numerosos conventos na área, em especial no lado do Raval. Em 1776, foi inaugurado o palácio Moja, obra do arquiteto Josep Mas i Dordal. Em 1778, foi inaugurado o palácio da Vice-rainha, que foi habitado pela viúva do vice-rei do Peru. Em 1835, os conventos da Rambla foram incendiados pela população durante uma manifestação e seus terrenos foram leiloados. O espaço obtido com o fim dos conventos propiciou a construção do Liceu, Boqueria e Praça Real. Em meados do século XIX, começou a venda de flores na Rambla.
A partir de 1859, começaram a ser plantados, ao longo da Rambla, plátanos procedentes do parque da Devesa, em Girona. Em 1860 (ou 1890), foi inaugurada, no extremo norte da Rambla, a atual fonte das Calhas (no século XVI, já existia uma fonte de mesmo nome na região). Entre 1883 e 1885, a Casa Bruno Cuadros foi remodelada pelo arquiteto Josep Vilaseca i Casanovas, passando a ostentar, em sua fachada, figuras japonesas, guarda-chuvas, leques e um dragão (a casa vendia guarda-chuvas, guarda-sóis, mantas e leques provenientes principalmente do Japão). Em 1894, foi inaugurada a sede da Real Academia de Ciências e Artes de Barcelona, projetada por Josep Domènech i Estapà. Em 1888, foi inaugurado o Monumento a Colombo. Em 1976, foi inaugurado, na praça da Boqueria, o Mosaico da Praça do Osso, também conhecido como piso de Miró, de autoria de Joan Miró.
Atualmente, há um plano do distrito da Cidade Velha de transformar a zona litorânea desde o Morrot até o Parque da Cidadela em uma nova rambla, de modo a descongestionar a atual Rambla.

## Descrição

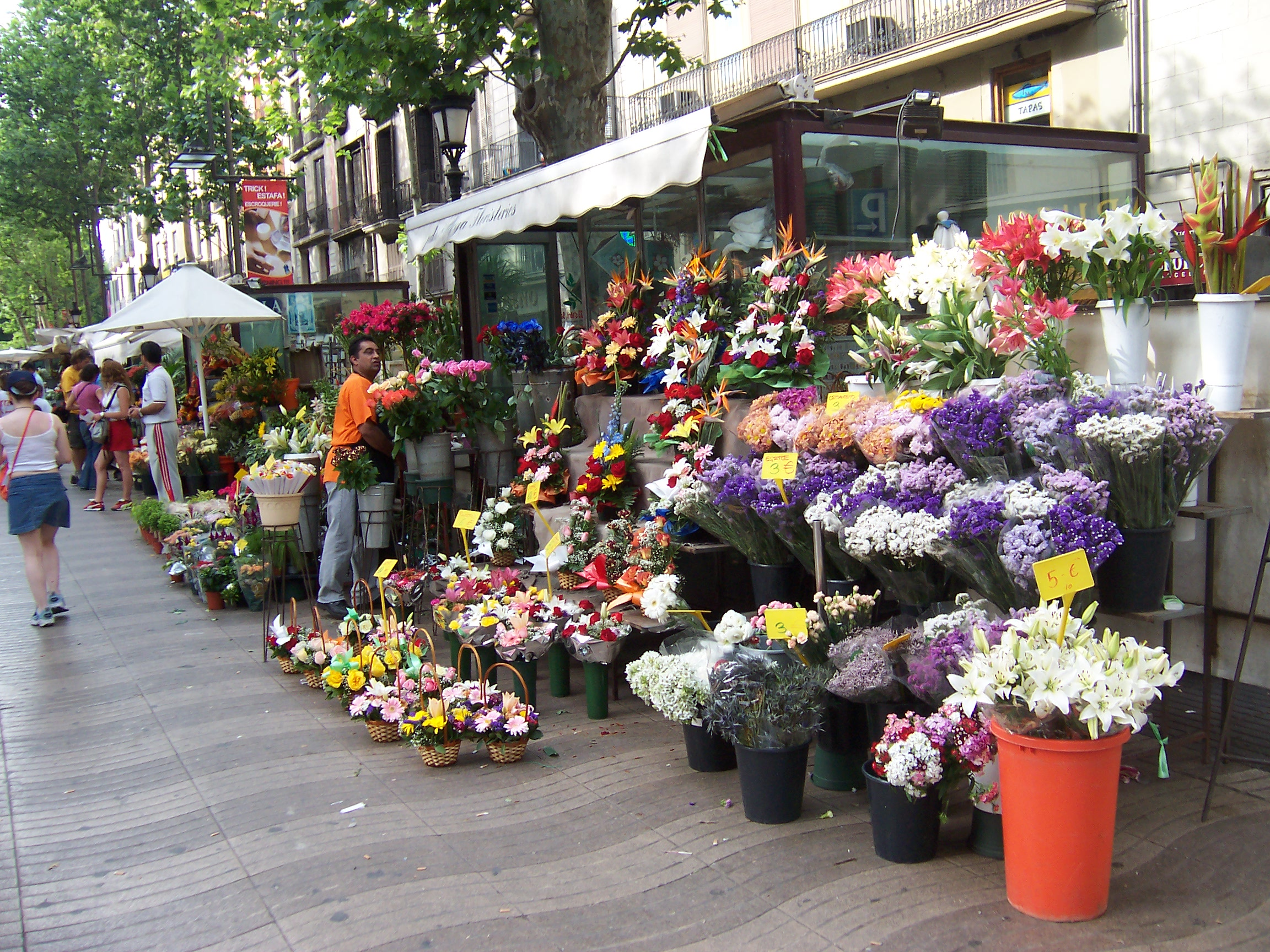
Quiosque de flores na Rambla

Mapa de La Rambla.

Las Ramblas possui uma espécie de calçadão no centro, onde pedestres podem caminhar. É margeada por ruas por onde carros passam. Possui várias lojas, cafés, restaurantes, floriculturas e performances de vários tipos (mímicos, atores, músicos etc.). Vive lotada principalmente de turistas desde a manhã até altas horas da noite. Vários locais de interesse podem ser admirados ao se passear pelas Ramblas: La Boqueria, Grande Teatro do Liceu, Praça Real, Monumento a Colombo etc. Estima-se que 239 628 pessoas passem pela Rambla em cada dia útil, e 310 170 nos finais de semana.

### Rambla da Catalunha
Após a Praça da Catalunha, Las Ramblas se transforma na Rambla da Catalunha, que prossegue até a Avenida Diagonal.

### Rambla do Mar
A chamada Rambla do Mar é uma passarela de madeira sobre o mar que é a continuação da Rambla propriamente dita. Foi projetada pelos arquitetos Helio Piñón e Albert Viapana e foi inaugurada em 1994.

## Transporte
Pela Rambla, passam as linhas de ônibus 14, 59 e 91, e as linhas noturnas N9, N12 e N15. Há três estações da linha 3 do metrô de Barcelona na Ramblaː Catalunya (no extremo norte, com ligação com a linha 1), Liceu (na metade da Rambla, em frente ao teatro do Liceu) e Drassanes (no extremo sul).